# 세서미 치킨

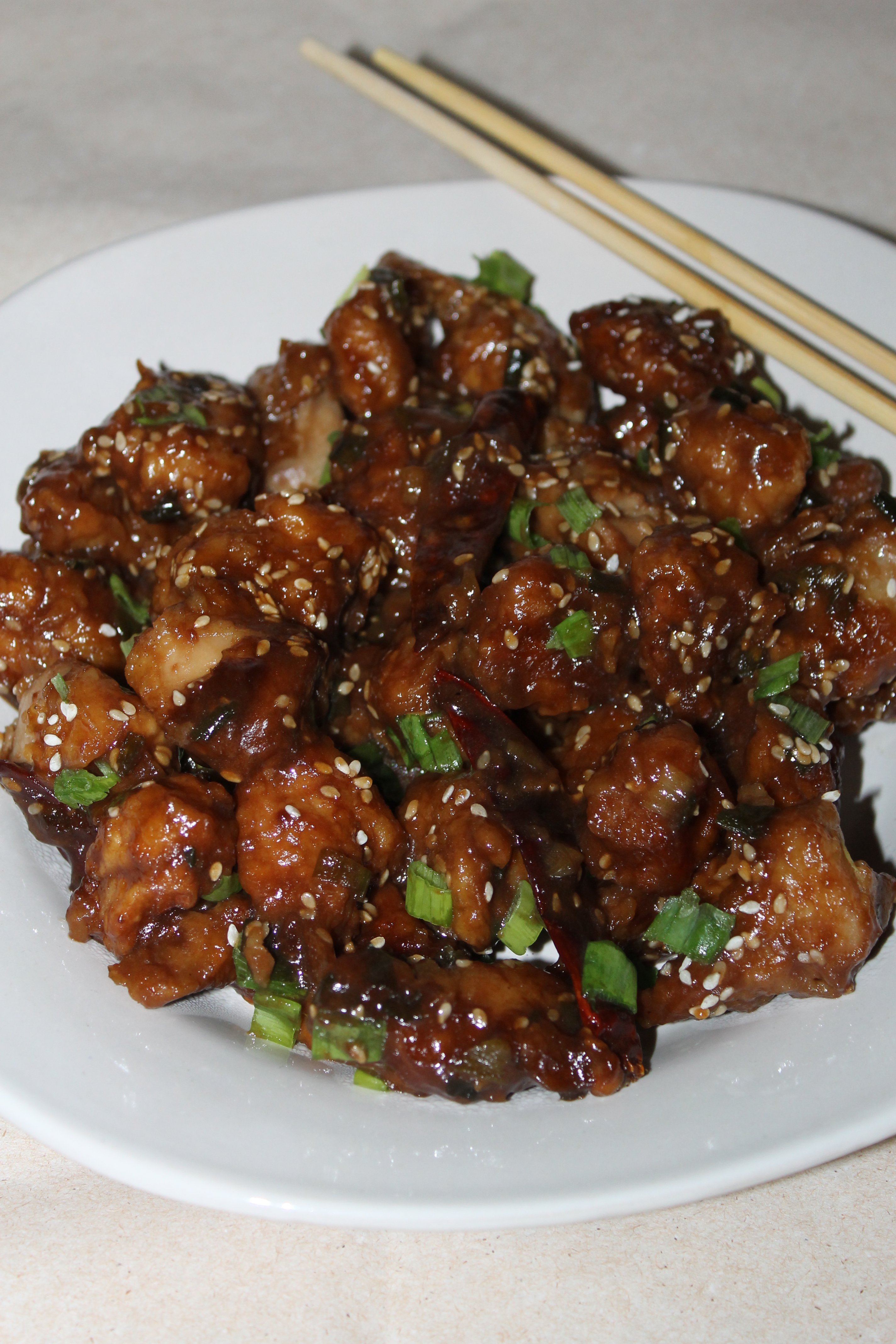

세서미 치킨(Sesame chicken)은 미국식 중국 요리이다. "참깨 닭고기"라는 뜻이며, 제너럴 초스 치킨와 비슷하지만, 맛은 맵기보다는 달콤한 편이다.
뼈를 발라낸 닭고기 조각들이 들어가며 반죽하여 튀겨낸 뒤 옥수수 녹말, 식초, 포도주(또는 사케), 설탕으로 만든, 깨가 가득한 붉은 갈색의 달콤한 소스를 버무린다. 설탕이 세서미 치킨을 달콤하게 만드는 일에 주로 기여한다.